# In the Cloud
In the Cloud este un film thriller SF american din 2018 regizat de Robert Scott Wildes și scris de Vanya Asher, cu Justin Chatwin, Adetomiwa Edun⁠(d), Nora Arnezeder⁠(d) și Gabriel Byrne în rolurile principale. Filmul este o producție originală Crackle.

## Rezumat
Cu ajutorul unui mediu de realitate virtuală două genii invadează amintirile teroriștilor pentru a identifica unde se află bombele.

## Distribuție
- Justin Chatwin [1] – Halid „Hale” Begovic
- Adetomiwa Edun [1] – Theo Jones
- Nora Arnezeder [1] – Suzanna (Z)
- Laura Fraser [1] – Mary Klaxon
- Gabriel Byrne [1] – Doc Wolff
- Charlie Carver – Jude
- Max Carver – Caden
- Daniel Portman – Max Kavinsky
- Ali Cook – Paul Avalon
- Sean Power – Robert
- Emmett J. Scanlan – Alfie
- Rosie Cavaliero – Sandra Bullington
- Aleksander Mikic –  soldat / Tata
- Sam Attwater –  Rupert
- Maya Barcot – mama

## Producție

### Casting
La 20 septembrie 2017, a fost anunțată distribuția filmului, care îi includea pe actorii Nora Arnezeder, Gabriel Byrne, Justin Chatwin, Tomiwa Edun și Laura Fraser. 

### Filmări
Filmările au avut loc la Manchester. Filmarea principală a început la 22 august 2017 și s-a încheiat la 17 septembrie. 

## Lansare
Filmul a avut premiera pe Crackle la 8 februarie 2018. 